# Dwayne Evans (cestista)
Dwayne Evans (Bolingbrook, 24 gennaio 1992) è un cestista statunitense.

## Carriera

### Gli anni in Germania: 2016-2019

#### 2015-16
Si affaccia sul basket professionistico con la compagine del Gladiators Treviri, militante nel secondo campionato tedesco.

#### 2016-17
Per la stagione 2016-17 sale di categoria e si trasferisce ai Giessen 46ers, con cui mette a referto 11,8 punti e 7,1 rimbalzi di media in trenta partite.

#### 2017-18
Viene messo sotto contratto dal Ludwigsburg. Con la nuova squadra disputa 25 incontri di stagione regolare (partendo in una sola occasione in quintetto base) alla media di 11,9 punti e 6,2 rimbalzi, oltre a sei gare di play-off.

#### 2018-19
Trasferitosi a Ulm, disputa 33 gare di campionato (14,8 punti e 6,7 rimbalzi) e tre di play-off. In stagione regolare, il 16 marzo 2019, realizza 32 punti contro la compagine del Merlins Crailsheim.

### Dinamo Sassari: 2019-20
Nel luglio 2019 firma per la Dinamo Sassari.

## Palmares

### Club
- Supercoppa italiana: 1

Dinamo Sassari: 2019